# Storia del marmo nell'età antica
Il marmo è stato ampiamente utilizzato sin dall'antichità come materiale per la scultura e per l'architettura. Il basso indice di rifrazione della calcite, di cui è principalmente composto, permette alla luce di "penetrare" nella superficie della pietra prima di essere riflessa, e conferisce a questo materiale (e soprattutto ai marmi bianchi) una speciale luminosità,
Il termine "marmo" deriva dal greco marmaros, con il significato di "pietra splendente", e serviva ad indicare qualsiasi pietra "lucidabile", ossia la cui superficie poteva essere fatta diventare lucida mediante levigatura. Negli studi archeologici e storico-artistici vengono quindi compresi tra i "marmi" anche altre rocce che non sono tali dal punto di vista geologico e chimico, quali i graniti e porfidi, le dioriti, i basalti, gli alabastri, o i calcari di particolare durezza.

## Il marmo nella preistoria e protostoria
La realizzazione dei primi oggetti in marmo risale all'epoca neolitica ("età della pietra levigata"): nelle Cicladi, dove il marmo è particolarmente abbondante (soprattutto nelle isole di Paros e Naxos), sono presenti prima piccoli idoli e quindi sculture più grandi, datate a partire dalla fine del IV e nel III millennio a.C. (3200-2000 a.C.), caratteristiche della produzione artistica della civiltà cicladica.
Alcune varietà di marmi originari del Peloponneso ("porfido verde antico" e "marmo rosso antico") vennero utilizzate nell'ambito della civiltà minoica.
Nell'Egitto antico, a partire dall'epoca predinastica, diverse varietà di graniti, dioriti, basalti e alabastri vennero lavorate per la realizzazione di vasi rituali. A partire dalla II dinastia inizia l'impiego della sienite, una roccia granitica che venne utilizzata per il rivestimento delle piramidi di Chefren e di Micerino.

## I marmi greci

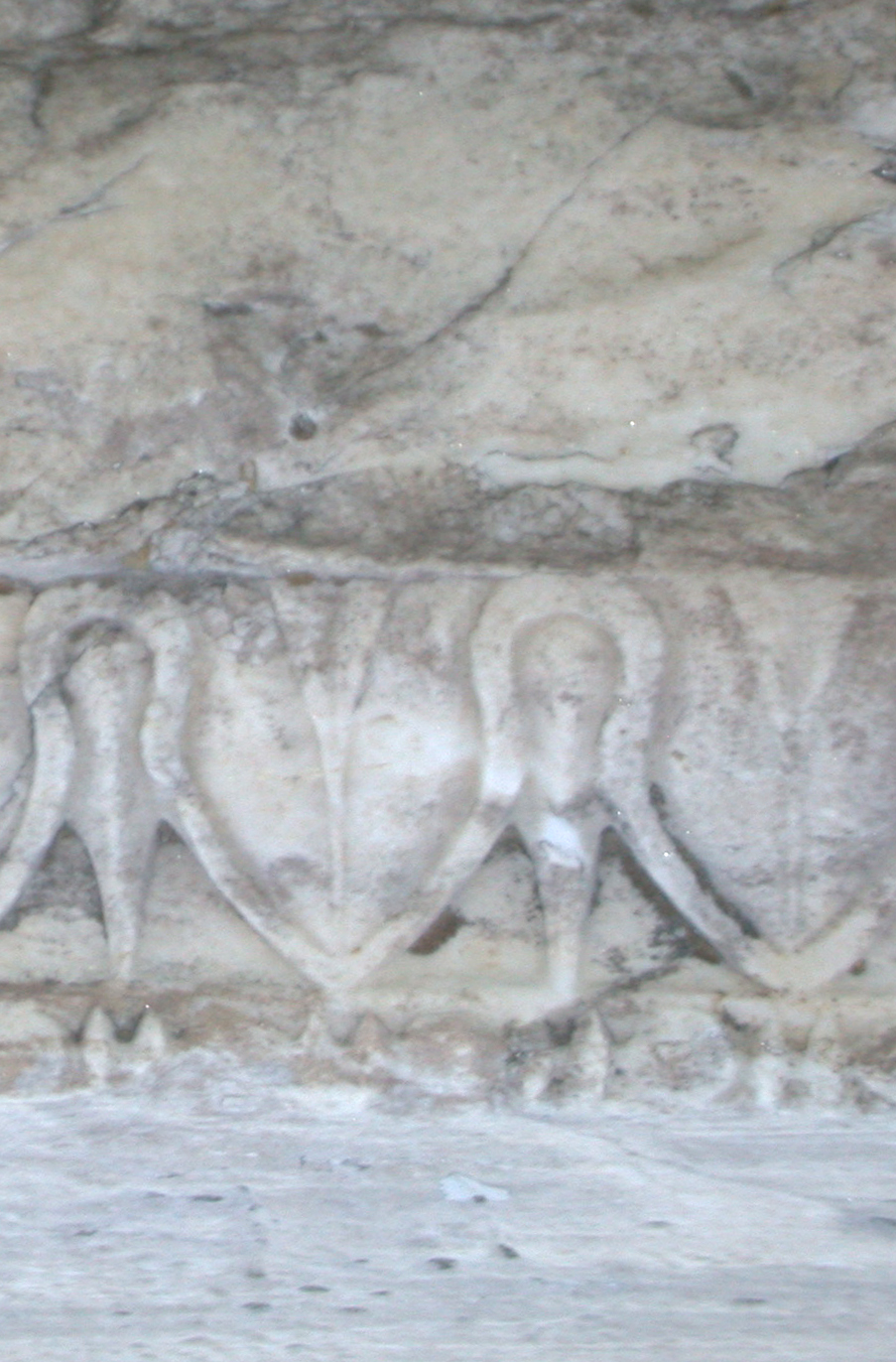
Marmo pentelico, particolare di un blocco con modanatura decorata, probabilmente pertinente all'Eretteo, sull'Acropoli di Atene

La Grecia antica era ricca di cave di marmo, con numerose varietà pregiate di marmi bianchi (pentelico, tasio, nassio, pario).
L'uso del marmo fu pertanto largamente diffuso sin dalle origini della scultura greca e nell'architettura di epoca classica, a partire soprattutto dai monumenti e templi dell'Acropoli di Atene del V secolo a.C. (il Partenone fu costruito interamente in blocchi di marmo pentelico).

## I marmi romani
Per influenza della cultura greca, il marmo venne considerato nella Roma antica un materiale particolarmente pregiato e man mano che nuovi territori venivano conquistati ne iniziarono a Roma le importazioni. Gli alti costi dovuti al trasporto da cave spesso lontane dal luogo di impiego lo resero inizialmente un materiale di lusso, il cui utilizzo era per i monumenti pubblici, o per le ricche decorazioni delle superfici interne delle dimore private.
In epoca repubblicana i primi templi costruiti interamente in marmo bianco (II secolo a.C.: tempio di Ercole Vincitore nel Foro Boario, tempio di) utilizzavano marmi importati dalle cave greche, accompagnati probabilmente da maestranze in grado di eseguirne la lavorazione (la Grecia era divenuta provincia romana nel 146 a.C.) e nelle intenzioni dei committenti, dovevano impressionare il "pubblico" con l'uso massiccio di un materiale tanto costoso e culturalmente significativo.
Contemporaneamente iniziò l'importazione di alcune varietà di marmi colorati (tra i più diffusi il "giallo antico", l'"africano", il "pavonazzetto", il "cipollino"), che vennero utilizzati, prima in frammenti inseriti in tessiture a mosaico, e poi in grandi lastre, per i rivestimenti parietali e pavimentali degli interni delle ricche dimore patrizie.
Nel corso del I secolo a.C. iniziò lo sfruttamento delle cave di Luni (marmo lunense, oggi "marmo di Carrara"), che rappresentava un sostituto di buona qualità e più economico (per i minori costi di trasporto) dei marmi bianchi importati dalla Grecia.

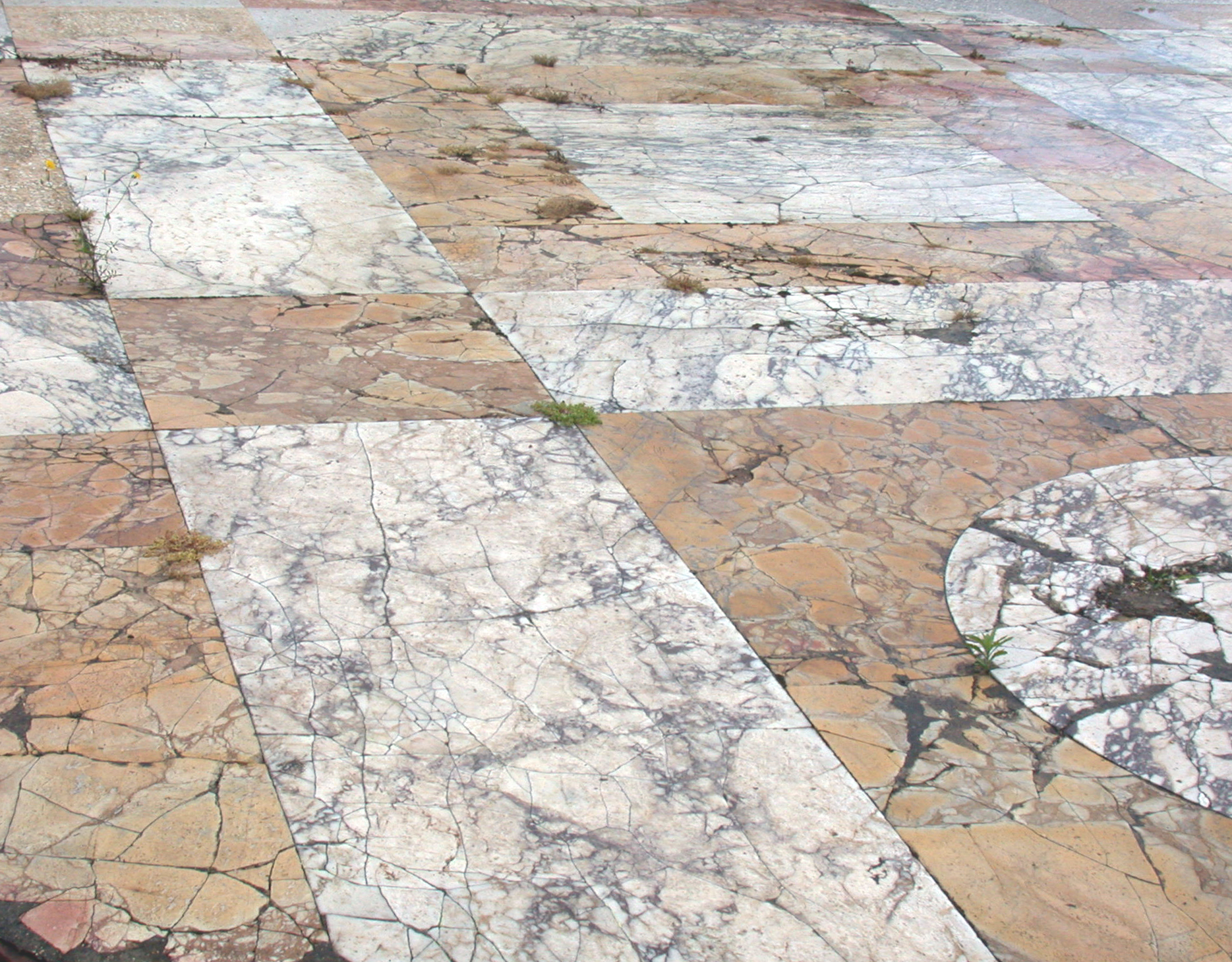
Pavimentazione in lastre di marmo giallo antico e pavonazzetto nell'esedra del Foro di Traiano a Roma

Con l'epoca augustea, vennero importate altre varietà di marmi ("rosso antico", "cipollino"). Dopo la conquista dell'Egitto (31 a.C.) iniziò l'importazione anche delle pietre egiziane, le cui cave passarono dalla proprietà regia dei sovrani tolemaici, alla proprietà imperiale, e che pertanto furono utilizzati solo nei più importanti monumenti pubblici voluti dall'imperatore (porfido rosso antico, vari tipi di graniti, basanite, vari tipi di alabastri).
Le cave dei marmi più importanti divennero progressivamente tutte di proprietà imperiale e una accurata organizzazione della lavorazione e dell'approvvigionamento verso Roma, permise una capillare diffusione dell'uso delle principali varietà in tutte le città dell'impero romano. La proprietà imperiale delle cave assicurava la disponibilità dei materiali necessari nei grandi programmi di edilizia pubblica, mentre il surplus veniva rivenduto per l'uso privato. Si diffusero in particolare le lastre per il rivestimento delle pareti interne e dei pavimenti, e i fusti di colonna in diversi marmi colorati, che arricchivano gli spazi interni dei monumenti pubblici e delle case più ricche.
Cave di altre varietà rimasero di proprietà privata ed ebbero una diffusione più limitata, a carattere regionale, ovvero per elementi decorativi o di arredo di minori dimensioni dove le condizioni delle cave e delle vene da cui si estraeva il materiale non consentissero di cavare grandi blocchi: alcuni di questi marmi furono particolarmente ricercati per la loro rarità. I marmi colorati furono utilizzati anche per le sculture con "tema esotico" (per esempio di barbari prigionieri) o in relazione al soggetto rappresentato.
L'utilizzo delle diverse varietà dipendeva dal costo di trasporto (data la difficoltà dei trasporti via terra per pesi consistenti, la lontananza dal mare e/o la mancanza di un corso d'acqua navigabile poteva rendere proibitivi i costi, almeno per l'utilizzo privato), dalla possibilità di estrarre quantità consistenti di blocchi di grandi dimensioni, dai cambiamenti nelle modalità di estrazione.
A partire dalla fine del II secolo d.C. anche in Italia il marmo lunense venne progressivamente soppiantato dal marmo proconnesio, un marmo bianco proveniente dalla piccola isola di Proconneso, nel mar di Marmara, favorita dalla vicinanza delle cave al mare, per cui i blocchi estratti potevano essere direttamente caricati sulle navi per il trasporto. L'abbondanza di vene sfruttabili anche per grandi elementi e l'organizzazione del lavoro nelle cave, che producevano manufatti semirifiniti o del tutto completi (dai capitelli, ai fusti di colonna, ai sarcofagi) permetteva di contenere ulteriormente i costi e favorì la diffusione di questo marmo nei secoli successivi (fu il marmo utilizzato per la costruzione di Costantinopoli).

## Esposizioni
Il sito archeologico di Ostia antica espone oltre 300 marmi di cava, ritrovati in tutta l'area del Parco archeologico di Ostia antica, cui è specificatamente dedicata un'area del percorso espositivo.